# Horní Lužnice
Horní Lužnice je přírodní rezervace v chráněné krajinné oblasti Třeboňsko, táhnoucí se mezi Novou Vsí nad Lužnicí a Suchdolem nad Lužnicí podél řeky Lužnice v délce přibližně šestnáct kilometrů. Jedná se o jednu z mála zachovaných oblastí přirozené říční nivy v Česku. Osu tvoří meandrující tok Lužnice, který se často větví a vytváří slepá říční ramena. V nivě, která je každoročně zaplavována, se nachází mnoho tůní a žije zde celá řada vzácných a ohrožených organizmů.
V roce 2020 bylo v rezervaci zjištěno 21 druhů vodních měkkýšů: jedenáct druhů plžů a deset druhů mlžů. Z ohrožených druhů měkkýšů se v rezervaci vyskytuje mlž hrachovka kulovitá (Pisidium globulare). V rezervaci nebyly zjištěny nepůvodní druhy měkkýšů, což je vysvětlováno zachovalostí a odlehlostí tohoto území.